# Mycena luteopallens
Mycena luteopallens é uma espécie de cogumelo da família Mycenaceae. É encontrado na América do Norte.